# Inés Sánchez de Madariaga
Inés Sánchez de Madariaga (Madrid, 25 de noviembre de 1963) es una arquitecta urbanista española, profesora en la Universidad Politécnica de Madrid (UPM) y colabora con diferentes administraciones y organismos nacionales e internacionales como experta sobre género en el urbanismo, la arquitectura, el transporte, la investigación y la innovación. Desde 2016 es directora de la Cátedra UNESCO de Género en Ciencia, Tecnología e Innovación de la UPM.

## Trayectoria
Sánchez de Madariaga nació en Madrid en 1963, ciudad en la que estudió arquitectura. Arquitecta por la Escuela Técnica Superior de Arquitectura de Madrid en 1989, Master of Science por la Universidad de Columbia (Nueva York), donde estudió con una beca del Programa Fulbright (1989 a 1991), y Doctora Arquitecta por la Universidad Politécnica de Madrid (UPM) en 1997.
Sánchez de Madariaga es profesora titular de Urbanismo y Ordenación del Territorio en la UPM desde 1999. Como profesora visitante, entre otras universidades, ha estado en la Universidad de California en Los Ángeles (UCLA), Columbia (Nueva York), la London School of Economics y la Escuela de Arquitectura de la Weimar-Bauhaus. Participa en seminarios y ha impartido más de 400 conferencias en instituciones de todo el mundo. Como investigadora, ha dirigido más de cincuenta proyectos, entre ellos los proyectos Europeos TRIGGER, GE-Academy, RRING y Gender-Net. Formó parte de los comités asesores de proyectos europeos, como GenderAction, GEDII, GENOVATE, GENPORT, LIBRA, SAGERIP, RRITOOLS, entre otros. 
En 1999 creó y fue directora del primer grupo de investigación español sobre género, urbanismo y arquitectura, GeneroUrban, en la UPM, que en 2016 se convirtió en la Cátedra UNESCO de Género en Ciencia, Tecnología e Innovación de la Universidad Politécnica de Madrid (UPM). La actividad investigadora de Sánchez de Madariaga se plasma en multitud de publicaciones, revistas científicas, o publicaciones divulgativas en prensa. Es autora de varios libros y más de setenta artículos. Escribió la biografía de Matilde Ucelay, la primera mujer arquitecta española. Su interés en esta temática académica empezó en 1990 al asistir al curso sobre Mujeres y Arquitectura de Karen Franck en la Universidad de Columbia, tras el que organizó junto a otras compañeras un Congreso “Women in the City. Balancing our Public and Private Lives” ese mismo año, en el que participaron entre otras, las urbanistas estadounidenses Genie Birch, y Jan Peterson.
Como profesional arquitecta urbanista, destacan sus trabajos en las nuevas y controvertidas evaluaciones de impacto de género en la planificación y diseño urbano. En esta faceta profesional, de introducir la visión de género en la práctica de la arquitectura y el urbanismo, ha asesorado a numerosas administraciones territoriales a nivel local y autonómico, así como a organismos internacionales como ONU-Hábitat, el Banco Interamericano de Desarrollo, o el Banco Mundial. Es particularmente relevante su trabajo con el Gobierno vasco para elaborar una norma de vivienda con perspectiva de género, y en las Directrices de Ordenación del Territorio del País Vasco.
Otro de los ejes con los que Sánchez de Madariaga reivindica la igualdad de género es la intervención desde las organizaciones, promoviendo la revisión de la aportación de las mujeres en cada ámbito de actividad:
"Lo primero es reconocer que hay una situación de discriminación real hacia las mujeres arquitectas. Y, una vez que hemos aceptado esta realidad de trato desigual, hay que actuar en las organizaciones."
Así, Sánchez de Madariaga asume cargos ejecutivos y de experta en instituciones y organizaciones nacionales e internacionales, desde los que participa en la progresiva integración de la perspectiva de género en políticas (Ley de Igualdad entre Mujeres y Hombres, Ley del Suelo de España, ambas de 2007), la Ley de la Ciencia de 2011, así como programas de integración de mujeres en sectores con poca presencia femenina. Destaca, a escala nacional, su trabajo, en Comisión de Servicio, como asesora ejecutiva del Ministerio de Vivienda (2005 a 2007), en el Ministerio de Ciencia e Innovación (2009 a 2011) o en el Ministerio de Economía y Competitividad (2012 a 2014) como Directora de la Unidad de Mujeres y Ciencia. A nivel internacional, participa como experta en numerosas organizaciones, europeas y mundiales. Desde el año 2012 hasta 2016 fue presidenta de la red genderSTE (Género, Ciencia, Tecnología y Medio Ambiente) del programa europeo COST (Cooperación en Ciencia y Tecnología), red que agrupa a representantes de 40 países de todo el mundo. Es codirectora del proyecto Gendered Innovations, de la Comisión Europea y la Universidad Stanford, y presidenta del grupo de Expertos de la Comisión Europea que elaboró  el informe “Structural change of research institutions", estrategia europea para conseguir la igualdad de género en la investigación y la innovación.
Generourban y la Cátedra UNESCO de género
Con un marco de referencia internacional, las reivindicaciones académicas pioneras en el ámbito estadounidense, para introducir el género en la formación, el trabajo de Sánchez de Madariaga a favor de la igualdad desde las organizaciones tiene un recorrido académico de más de 30 años en la UPM, reconocido con la creación de la Cátedra UNESCO.
En 1999, Sánchez de Madariaga crea y dirige el primer grupo de investigación español Generourban en el Departamento de Urbanística y Ordenación del Territorio de la ETSAM, que introduce el enfoque de género en el ámbito académico de una escuela de arquitectura española por primera vez. Entre los proyectos realizados por el grupo GENEROURBAN destacan varios realizados para el Instituto de la Mujer a principios de la década de 2000, que insertan sus trabajos pioneros en España sobre mujeres, género, arquitectura y urbanismo en lo que es un nuevo campo de investigación a nivel internacional. El grupo mantiene relaciones internacionales para promover iniciativas de colaboración como la formación de la red europea interdisciplinar que desde 2009 se llama Gender, Diversity and Urban Sustainability (GDUS).
En 2002 Sánchez de Madariaga opositó a cátedra con el trabajo “Dispersión, prácticas sociales emergentes y nuevos enfoques de la planificación territorial”. Un trabajo de investigación que se consideró irrelevante por el tribunal, por estar enfocado en “mujeres”, añadido a que en esos años se valoraba el trabajo profesional más que el de investigación en las escuelas de arquitectura españolas.
En 2008 Sánchez de Madariaga desarrolló el concepto innovador “movilidad del cuidado” como una categoría paraguas que permite cuantificar y visibilizar los desplazamientos realizados por personas adultas para el cuidado de otras personas y el mantenimiento del hogar. Este concepto ha sido recogido por varios organismos internacionales, incluidos la Comisión Europea, el Banco Interamericano de Desarrollo y ONU-HABITAT.
El trabajo del grupo Generourban abre puertas para la introducción progresiva del factor género en el programa formativo de Arquitectura, así como en normativas urbanísticas y sectoriales del ámbito de la arquitectura. En 2009 se incorporó una asignatura optativa sobre Género, urbanismo y diversidad, en uno de los Másteres del Departamento de Urbanismo. En 2016 el Tribunal Superior de Justicia de Madrid anula los PGOU de Loeches y Boadilla del Monte por carecer de informe de impacto de género).
También en 2016, este grupo pionero, Generourban se transforma, en la Cátedra UNESCO de Políticas de Igualdad de género en Ciencia, Tecnología e Innovación de la UPM.
Cargos ejecutivos en organizaciones
- De 2002 a 2015 fue miembro del Comité Ejecutivo de la Asociación Europea de Investigación Urbanística.[22]
- De 2012 a 2016, presidenta de la red genderSTE[23] (género, ciencia, tecnología y medio ambiente) del programa europea COST[24] (Cooperación en Ciencia y Tecnología).[13]
- Codirectora del proyecto Gendered Innovations,[25] de la Comisión Europea y la Universidad Stanford.[26]
- Presidenta del Comité de Expertos de la Comisión Europea que elabora el Informe para el Cambio Estructural de las Instituciones Científicas.[27]

Experta asesora en instituciones españolas
- 2005-2007 Asesora ejecutiva y Subdirectora General de Arquitectura del Ministerio de Vivienda.
- 2009-2011 Directora de la Unidad de Mujeres y Ciencia[23] del Gabinete del Ministerio de Ciencia e Innovación[7][27] (2012-2014 Ministerio de Economía y Competitividad).

Experta asesora en instituciones internacionales
- 2009-2014 Grupo Helsinki de Mujeres y Ciencia (Comisión Europea).[23]
- Desde 2015, Experta europea del programa Urbact.
- 2016 Miembro del Comité Científico de la Fundación Mujeres por África.
- 2016 a 2020 Miembro del Consejo Asesor, Asociación Europea de Mujeres Rectoras.
- 2021, Vicepresidenta de la General Assembly of Partners (GAP), ONU-Hábitat; desde 2017 Copresidenta del Grupo de Investigación y Universidades, GAP.
- Desde 2017, Miembro del Consejo Asesor de la Red Española para el Desarrollo Sostenible (REDS) de Naciones Unidas.[28]
- 2021, Presidenta del Grupo Asesor de Género (Advisory Group on Gender Issues, AGGI) de la Directora Ejecutiva de ONU-Hábitat[29] para la Nueva Agenda Urbana.[30]
- Participó en dos programas del Departamento de Estado de los Estados Unidos: el Seminario de Salzburgo[31] y el International Leadership Visitors Program.[32]
- Desde 2020 Vocal del Patronato de la ONG Plan International.

## Reconocimientos
- Beca Programa Fulbright (1989 a 1991).
- Directora de la Cátedra Unesco de Género en Ciencia, Tecnología e Innovación de la UPM,[1] desde 2016.
- Presidenta de la Asociación de Mujeres Arquitectas de España (AMAE),[33] desde su creación en 2018.
- Premio Matilde Ucelay a la trayectoria personal del Grupo MITMA, 2021, por su labor para promover la igualdad entre mujeres y hombres en el transporte, la movilidad y la agenda urbana, Ministerio de Transportes, Movilidad y Agenda Urbana.[cita requerida]

## Publicaciones seleccionadas
Tesis doctoral
- 1997 Técnicas innovadoras de gestión del suelo y provisión de infraestructuras en la práctica norteamericana. Posibilidades de aplicación en la práctica española.[34]

Libros
- 1998 La práctica urbanística emergente en los Estados Unidos. Un análisis desde la perspectiva europea. Boletín Oficial del Estado, BOE, 1998. ISBN 84-340-1057-7
- 1999 Introducción al Urbanismo. Conceptos y Métodos de la Planificación Urbana. Alianza. ISBN 84-206-5744-1
- 2004 Urbanismo con perspectiva de género, Sevilla: Instituto Andaluz de la Mujer. ISBN 84-7921-101-6
- 2008 Esquinas inteligentes. La ciudad y el urbanismo moderno, Madrid: Alianza. ISBN 978-84-206-8412-3
- 2012 Matilde Ucelay Maórtua, una vida en construcción. Premio Nacional de Arquitectura.[8] Ministerio de Fomento. ISBN 978-84-498-0920-0
- 2013 Fair Shared Cities. The Impact of Gender Planning in Europe. Ashgate, Aldershot-New York 2013.[35]
- 2020 Engendering Cities: Designing Sustainable Urban Spaces for All. En colaboración con Michael Neuman. ISBN 978-0-8153-9173-9.[36][37]

Otras publicaciones
- Cambio estructural de las instituciones científicas: impulsar la excelencia, la igualdad de género y la eficiencia en la investigación y la innovación.[27] Ministerio de Ciencia e Innovación.
- 2011 Situación de las mujeres en la ciencia española: libro blanco.[38] en colaboración con Sara De la Rica Goiricelaya, Juan José Dolado Lobregad. Ministerio de Ciencia e Innovación.
- 2016 Mainstreaming gender in the city, en colaboración con Michael Neuman. Número monográfico The Town Planning Review,  1478-341X, Vol. 87, N.º. 5, 2016, págs. 493-504
- 2019 Gender mainstreaming in urban planning: The potential of geographic information systems and open data sources.[39] en colaboración con José Carpio-Pinedo y Sonia De Gregorio Hurtado, en Planning Theory & Practice 20.2, pp. 221-240.
- 2020 Género y urbanismo en España: experiencias y perspectivas.[3] en colaboración con Inés Novella Abril. Ciudad y Territorio, ISSN(P): 1133-4762; ISSN(E): 2659-3254. Vol. LII, N.º 203, Págs. 5-12